# جنوب

روز البوصلة الجنوبية.

الْجَنُوب هو أحد الاتجاهات الأربعة. ويقع أسفل خطّ الاستواء، في الجهة المعاكسة لاتجاه الشمال ،وأقصى جنوب الكرة الأرضية هو المحيط المتجمد الجنوبي ويسمّى «أنتاركتيكا».